# 吉洛 (德国)
吉洛（德語：Gielow）是德国梅克伦堡-前波美拉尼亚州的市镇，隶属于梅克伦堡湖区县。总面积为23.55平方千米，截至2023年12月31日总人口为1,062人。